# くノ一
くノ一（くのいち）は、女を指す隠語。1960年代以降の創作物においては女忍者を指す言葉として広まっている。
山田風太郎の時代小説『忍法帖シリーズ』をはじめとして、くノ一は小説、テレビドラマ、映画、漫画など多数の創作物に登場するが、三重大学山田雄司、吉丸雄哉らによる近年の研究によれば、男性と同じように偵察や破壊活動を行った女性忍者の存在については史料に記録がない。
吉丸の調査によれば、創作物においてくノ一が女忍者の意味に用いられるようになったのは山田風太郎の『忍法帖シリーズ』の影響が大きい。

## 江戸期における「くノ一」の語

### 語源

く ノ 一

くノ一が女を指すのは、「女」という漢字を書き順で1画ずつに分解すると「く」「ノ」「一」となるためであると思われる。

### 江戸期における意味
江戸期には「くノ一」は「女」を指す隠語として使われており、女忍者の意味はまったくなかった。

### 用例
江戸期には「くノ一」の用例が少ない。これは当時「女」という字は「くノ一」に分解できる楷書体ではなく、くずし字の草書体で書かれることが多かったからかもしれない。

#### 古い用例
くノ一の古い用例として以下の句
がある。これは『枕草子』299段を踏まえたもので、「くノ一」は清少納言を指す。

#### くノ一の術
忍法書の『万川集海』巻八には「くノ一の術」が載っている。これは男では潜入しにくい場合、代わりに女を潜入させるというものである。
また「くノ一の術」の次に載っている「隠蓑の術」は「くノ一」が木櫃を取り寄せるという口実を奥方に述べる事により、二重底の木櫃を使って人を潜入させる術である。
どちらも「女を使った術」という趣旨である。これを女の忍びとみなすか、女の忍びは存在しないとみなすかは論者によって分かれる。

### その他の俗説
作家の戸部新十郎は、実際の語源は陰陽道における房術を指す「九一ノ道」が本義であり、「九」の字がたまたま、平仮名の「く」の字と同じ発音のうえ、「一」と合すれば、ともに「女」となることから「くノ一」というふうになったとする「九一ノ道説」を主張している。

## 近代の創作物における用例と意味

### 初期の用例
初期の用例としては下記のものがあるが、いずれも「女忍者」という意味ではない。
- 五味康祐の『柳生武芸帳』(1956 - 1958年)には女に化ける「くノ一の術」が登場する[10]。
- 司馬遼太郎の出世作『梟の城』(1958 - 1959年)では、男の忍者が、自身に恋心を抱く女を「くノ一の術」に利用する[10]。

### 初期の忍法帖シリーズ
冒頭で述べたように、創作物においてくノ一が女忍者の意味に用いられるようになったのは山田風太郎の『忍法帖シリーズ』の影響が大きい。
しかし『忍法帖シリーズ』の第1期作品（1964年の『野ざらし忍法帖』まで）では女忍者を「くノ一」とは呼んでいない。題名に「くノ一」の語がある『くノ一忍法帖』(1960年 ~ 1961年)においても女の忍者は「くノ一」ではなく「女忍者」と呼んでおり、「くノ一」の語は女の隠語として用いている。

### 「くノ一＝女忍者」の普及
1964年の『忍法八犬伝』には
という記述があり、くノ一が女忍者の意味で使われている。同年10月には『くノ一忍法帖』の映画版が公開されており、題名から「くノ一」＝「女忍者」と解釈した人もいた可能性がある。
『自来也忍法帖』(1965年)、『忍びの者』、『倒の忍法帖』、『くノ一死ににゆく』(1967年)といった山田風太郎作品では「くノ一」は「女忍者」の意味の普通名詞として用いられているので、このあたりで「くノ一」＝「女忍者」が普及したものと思われる。

## 歴史上のくノ一
忍者はその活動の性質上、具体的な事績や人名が歴史的な資料としては残りにくい。そのため、さらに隠密な活動であるくのいちの活躍は伝承以外はほとんど残っていないが、くノ一を、隠密行動をする女性と解釈した場合に限り、有名なのは望月千代女。
千代は甲賀流忍術の流れを汲む甲賀・望月氏の血族であり、信濃国・望月氏城主望月盛時の妻。望月氏は武田信玄の甥が入り婿するなど武田氏とのつながりが強く、武田氏家来として仕えていた。
信玄は、戦国時代に大量に発生し孤児や捨て子、迷子から、心身ともに優れた少女などを集めて歩き巫女に仕立て、隠密として行動できる人材として育成するよう千代に命じたとされている。
ただ、武田氏女忍者集団含め、千代が女忍者であったかは賛否の意見が存在する。

## くノ一が登場する作品
小説
- 『くノ一忍法帖』山田風太郎
- 『忍法かげろう斬り』早乙女貢
- 『関ヶ原』司馬遼太郎
- 『真田太平記』池波正太郎

映画
- 『真田風雲録』（1963年、東映 / 監督：加藤泰）
渡辺美佐子が演じるくノ一・むささびの霧が登場する。後の創作物においてくノ一の一般的なビジュアルイメージとなる「ミニスカート風の着物に網タイツを着込んでいるくノ一」が映像作品に登場したのは、このむささびの霧が第1号であるとされる。
- 『くノ一忍法』（1964年、東映 / 監督：中島貞夫）
「くノ一」とタイトルに冠された最初の映像化作品。女忍者を主人公にした"集団女性時代劇"の先駆け。
- 『RED SHADOW 赤影』（2001年、東映 / 監督：中野裕之）
麻生久美子が演じるくノ一・飛鳥と、ロシアの新体操選手でシドニーオリンピックでの銅メダリストであるアリーナ・カバエワの演じるロシアの女盗賊・オリガが登場する。
- 『女忍 KUNOICHI』（2011年、監督：千葉誠治）- 英題“THE KUNOICHI”

テレビドラマ
- 『風』（1967年 - 1968年、TBS / 松竹）
土田早苗が演じるくノ一、かがりが登場する。
- 『仮面の忍者 赤影』（1967年 - 1968年、関西テレビ制作・フジテレビ系列）
敵方の悪の忍者として多くの個性的なくノ一が登場する。
- 『快傑ライオン丸』（1972年、フジテレビ）
九条亜希子が演じるくノ一、沙織が登場する。主人公の獅子丸と共に果心居士に育てられ、大魔王ゴースンと戦う。
- 『忍法かげろう斬り』（1972年、関西テレビ制作・フジテレビ系列）
早乙女貢の同名小説の実写化。
- ナショナル劇場・パナソニック ドラマシアター（TBS）
  - 『水戸黄門』（C.A.L）
第3部 - 第8部、第12部 - 第14部、第17部 - 第26部（1971年 - 1978年、1981年 - 1983年、1987年 - 1998年）に、中谷一郎演じる初代風車の弥七の女房として、宮園純子が演じるくノ一・霞のお新が登場する。
第16部 - 第28部（1986年 - 2000年）に由美かおる演じるくノ一・かげろうお銀が登場する。バレエのレオタードを元に由美自身がデザインした軽快な忍装束姿で戦う凛々しい姿と、「入浴シーンになると視聴率が跳ね上がる」とまで言われ、番組の名物ともなった入浴シーン、悪事の証拠を掴むために悪人を誘惑して翻弄するお色気シーンなどが人気を博し、同シリーズを代表する人気キャラクターとなった。
第29部 - 第42部（2001年 - 2011年）、最終回スペシャル（2011年12月19日）に由美かおるが演じるくノ一・疾風のお娟（第42部と最終回スペシャルの役名は「お娟」）が登場する。第28部までかげろうお銀を演じた由美が続投しての出演となったが、お銀が伊賀忍の出身であるのに対し、お娟は風魔一門の山賊に育てられた女風魔の頭領であり、当初は男物の忍装束を身に付けたり普段から男言葉で話すなど、お銀とはまったくの別人として設定された。
  - 『水戸黄門外伝 かげろう忍法帖』（1995年、C.A.L）
由美かおる演じるかげろうお銀を主役にした『水戸黄門』のスピンオフ作品。かげろうお銀が頭領として配下のくノ一を従え、光圀に代わり世直し旅に出る。『水戸黄門』の世界観の作品であるが『女忍かげろう組』を雛型としており、『女忍かげろう組』からストーリー・設定・BGMを一部流用している。
- 『女忍かげろう組』（1990年・1991年、日本テレビ）
TBSの「ナショナル劇場」の新作候補であった企画を「ナショナル劇場」のスタッフが単発作品として映像化したもの。制作が『水戸黄門』の制作の逸見稔（オフィス・ヘンミ）であり、出演者も当時の『水戸黄門』に関連した役者が多いが、主人公のかげろう組の上司は江戸幕府三代将軍・徳川家光の乳母である春日局であり、作品の世界観は『水戸黄門』と異なる。
- 『逃亡者 おりん』（2006年、テレビ東京）
- 『妻は、くノ一』（2013年、NHK BSプレミアム「BS時代劇」

ネットドラマ
- 『忍びの家』（2024年、Netflix）
主人公の家族(服部一族)として母、妹、祖父や、敵対する風魔一族に女性忍び（本ドラマでは忍者ではなく忍びと呼ぶ）が登場。また第8話では望月古書店よりくノ一集が派遣された。

アニメ
- 『獣兵衛忍風帖』（1993年、監督：川尻善昭）

漫画
- 『あずみ』小山ゆう
- 『カムイ外伝』白土三平
- 『仮面の忍者 赤影』横山光輝
- 『鴉天狗カブト』寺沢武一
- 『鬼滅の刃』吾峠呼世晴
- 『くノ一ツバキの胸の内』山本崇一朗
- 『くノ一捕物帖 恋縄緋鳥』石ノ森章太郎
- 『くノ一魔宝伝』山口譲司
- 『さすがの猿飛』細野不二彦
- 『真田くノ一忍法伝 かすみ』原作：神林洋司、作画：平野仁
- 『サムライ・ラガッツィ -戦国少年西方見聞録-』金田達也
- 『NARUTO -ナルト-』岸本斉史
- 『忍たま乱太郎』尼子騒兵衛
- 『ニニンがシノブ伝』古賀亮一
- 『信長の忍び』重野なおき
- 『バジリスク 〜甲賀忍法帖〜』作画：せがわまさき 原作：山田風太郎
- 『半熟忍法帳』新山たかし
- 『ムジナ』相原コージ
単なる情報収集役でありいわゆる女忍者ではないくノ一と、他のフィクション作品でも登場する全身黒ずくめの忍者装束を着た「女の忍者」のくノ一、双方が登場する。
- 『乱飛乱外』田中ほさな
- 『落第忍者乱太郎』尼子騒兵衛
- 『La☆BlueGirl』前田俊夫
- 『るろうに剣心 -明治剣客浪漫譚-』和月伸宏
- 『極上生徒会』まったくモー助
- 『テスラノート』 原作・原案など：西田征史、久保忠佳 作画：三宮宏太
- 『忍者と殺し屋のふたりぐらし』  ハンバーガー
- 『ニートくノ一となぜか同棲はじめました』 原作・原案など：小龍（原案）、八木戸マト（ネーム協力） 作画：小龍

コンピュータゲーム
- 『あやかし忍伝 くの一番』翔泳社
- 『餓狼伝説シリーズ』SNK - 不知火舞
- 『ザ・キング・オブ・ファイターズ』SNK - ナガセ
- 『Kunoichi -忍-』セガ
- 『ストリートファイターIII』カプコン - いぶき
- 『ファイナルファイトシリーズ』カプコン - マキ
- 『戦国サイバー 藤丸地獄変』パンドラボックス (ゲーム会社) - 望月千代女
- 『鉄拳シリーズ』ナムコ（現・バンダイナムコゲームス） - 州光
- 『戦闘中 伝説の忍とサバイバルバトル!』バンダイナムコゲームス
- 『閃乱カグラ -少女達の真影-』
- 『ソウルシリーズ』バンダイナムコゲームス - タキ、凪津
- 『デッド オア アライブ シリーズ』テクモ - かすみ、あやね
- 『幻想水滸伝シリーズ』コナミ - カスミ（『I』『II』）、アヤメ（『III』）、ミズキ（『IV』）
- 『天誅』フロム・ソフトウェア
- 『パニッシャー (ベルトスクロールアクション)』 - ルナ、ミドリ、ミズキ、ミサ
- 『TERA』
- 『Fate/Grand Order』TYPE-MOON -アサシン・パライソ、加藤段蔵
- 『戦国無双シリーズ』コーエーテクモゲームス - くのいち、ねね
- 『アナザーエデン 時空を超える猫』WFS開発、GREE配信 - ツバメ

アダルトゲーム
- 『対魔忍アサギシリーズ』LiLiTHレーベル
- 『超昂閃忍ハルカ』アリスソフト

テレビCM
- 『月刊少年マガジン』（2005年）

## 文献

### その他の文献
- 宗方翔『戦国 歩き巫女』信濃毎日新聞社開発局出版部 2002年 ISBN 978-4783810766
- 藤林保義『萬川集海 原書復刻版』 誠秀堂（原著延宝4年（1676年））
- 勝田何求斎養『忍術伝書 正忍記』（現代語訳・解説）藤一水子 正武、中島篤巳（原著 延宝9年（1681年））